# Ipaoides saaristoi
Genre
Espèce
Ipaoides saaristoi, unique représentant du genre Ipaoides, est une espèce d'araignées aranéomorphes de la famille des Linyphiidae.

## Distribution
Cette espèce est endémique du Yunnan en Chine,. Elle se rencontre dans la préfecture de Kunming.

## Description
Le mâle holotype mesure 2,15 mm.

## Étymologie
Cette espèce est nommée en l'honneur de Michael Ilmari Saaristo.

## Publication originale
- Tanasevitch, 2008 : A new genus of the subfamily Ipainae from China (Arachnida: Aranei: Linyphiidae). Arthropoda Selecta, vol. 17, no 1/2, p. 101-103 (texte intégral).